# Koppányszántó
Koppányszántó (ehemals Szántó) ist eine ungarische Gemeinde im Kreis Tamási im Komitat Tolna.

## Geografische Lage
Koppányszántó liegt 14 Kilometer südwestlich der Kreisstadt Tamási, am linken Ufer des Flusses Koppány. Nachbargemeinden sind Értény, Törökkoppány und Nagykónyi.

## Sehenswürdigkeiten
- Grabkapelle von Ernő Kammerer (Kammerer Ernő sírkápolnája)
- Römisch-katholische Kirche Szent Bertalan apostol (erbaut 1753, erweitert 1908, restauriert 1990) mit Kalvarienberg
- Szentháromság-Mosaikbild (Szentháromság mozaikkép)

## Verkehr
Durch den Ort führt die Landstraße Nr. 6508. Der nächstgelegene Bahnhof befindet sich südlich in Dombóvár.